# Edersleben
Edersleben est une commune allemande de l'arrondissement de Mansfeld-Harz-du-Sud, Land de Saxe-Anhalt.

## Géographie
Edersleben se situe dans la vallée de l'Helme.
Son territoire est traversé par la Bundesstraße 86 et la ligne de Sangerhausen à Erfurt.

## Histoire
Au début du IXe siècle, Edersleben est mentionné sous le nom d'"Edieslebo" dans un répertoire du patrimoine de l'abbaye d'Hersfeld.
Durant la Seconde Guerre mondiale, il n'y a pas de grande bataille dans la commune, mais plusieurs avions s'écrasent comme un Messerschmitt Bf 109. 53 habitants d'Edersleben meurent en tant que soldats.

## Source, notes et références
1. ↑  http://www.statistik.sachsen-anhalt.de/download/stat_berichte/6A102_hj_2013_02.pdf

- (de) Cet article est partiellement ou en totalité issu de l’article de Wikipédia en allemand intitulé « Mertendorf (Sachsen-Anhalt) » (voir la liste des auteurs).